# You Do
You Do ist ein Lied aus dem Soundtrack des Films Es begann in Schneiders Opernhaus (Mother Wore Tights) aus dem Jahr 1947. Komponiert wurde der Song von Josef Myrow, getextet von Mack Gordon. Gesungen und getanzt wird er im Film von Dan Dailey (mit Chor) sowie von Betty Grable (mit Quartett) und auch von Mona Freeman mit der Gesangsstimme von Imogene Lynn. Auf dem Album Mother Wore Tights (The Original Motion Picture Soundtrack Recording) sind 12 Songs aus dem gleichnamigen Film zu hören.

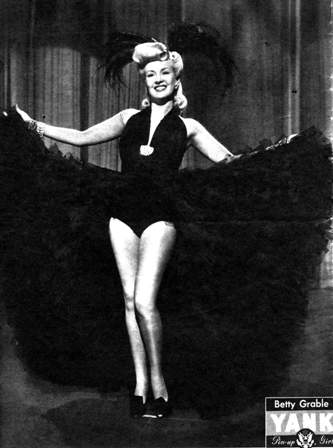
Betty Grable, die You Do im Film Mother Wore Tights vorträgt

## Werdegang des Songs
You Do wurde nach Erscheinen des Films schnell populär und von diversen Stars der damaligen Zeit gecovert. Im Jahr des Erscheinens waren vier von fünf aufgenommenen Coverversionen in den Top Ten der Hitparade. Aufgenommen wurde das Lied 1947 unter anderem von Dinah Shore, Vaughn Monroe, Margaret Whiting, Vic Damone und Bing Crosby. Auch Doris Day sang es in der Hitparade, veröffentlichte aber keine eigene Aufnahme.
Unter Dinah Shores erfolgreichsten Songs rangiert You Do auf Platz 28, sie war damit 1947 auf Platz 4 der US Billboard Charts und hielt sich elf Wochen in der Rangliste und 19 Wochen in der Hitparade. In Vaughn Monroes persönlicher Bestenliste erreichte der Song Platz 23. Der Sänger belegte mit dem Lied im November 1947 Platz 5 in den US Billboard Charts und verblieb acht Wochen in der Rangliste, außerdem war er in den US 1940s  auf Platz 8 gelistet und hielt sich acht Wochen darin. In Margaret Whitings persönlicher Rangliste rangiert You Do auf Platz 6. Sie war im November 1947 auf Platz 5 in den US Billboard Charts platziert und hielt sich dort zehn Wochen. In den US 1940s erreichte sie Rang 9 und war dort sechs Wochen gelistet. Bei Vic Damone rangiert der Song auf Platz 22. In den US Billboard Charts befand er sich mit You Do im November 1947 auf Platz 7 und verweilte 9 Wochen in den Charts. Unter den Songs von Bing Crosby rangiert You Do auf Rang 305 von 334 gelisteten Liedern. In den US Billboard Charts erreichte er zusammen mit Carmen Cavallaro im November 1947 Rang 8 und konnte sich acht Wochen in den Charts halten. US 1940s listet beide im November 1947 auf Platz 10, acht Wochen verblieben sie in der Rangliste.

## Coverversionen
Dinah Shores Version des Songs wurde bei Columbia: Dinah Shore und Orchestra under the direction of Sonny Burke veröffentlicht. Dick Haymes Coverversion ist auf dem Album The Golden Years of Dick Haymes enthalten. Margaret Whitings Version des Liedes wurde bei Capitol veröffentlicht. Eine weitere Version existiert von Vaughn Monroe & Vic Damone; außerdem wurde der Song von Vic Damone allein gesungen und bei Mercury veröffentlicht. Von Decca wurde 1947 eine Version von You Do mit Bing Crosby und Carmen Cavallaro veröffentlicht. 
Auf dem Album The Sound of The Movies: Judy Garland, Betty Grable, das im Juli 2013 erschien, ist der Song ebenfalls enthalten. 

## Auszeichnung/Nominierung
1948 war You Do in der Kategorie „Bester Song“ für einen Oscar nominiert. Die Auszeichnung ging jedoch an Allie Wrubel und Ray Gilbert für ihr Lied Zip-a-Dee-Doo-Dah aus dem  Disney-Musicalfilm  Es begann in Schneiders Opernhaus (Mother Wore Tights).